# Кьотьордьох
Кьотьордьох (рос. Кётёрдёх) — село Верхньовілюйського улусу, Республіки Саха Росії. Входить до складу Ботулунського наслегу.
Населення — 102 особи (2010 рік).